# 硝酸でんぷん
硝酸でんぷん （しょうさん—、Nitro-starch, Starch nitrate）は、でんぷんの硝酸エステルである。1833年にフランス、ナンシー大学のアンリ・ブラコノー（Braconnot）によって発見された。

## 概要
外見上はでんぷんに非常に良く似た白色粉末である。水には溶けず、アセトンに溶ける。発火点は 217 ℃。
火薬としての性質はニトロセルロースと似ているが、ニトロセルロースよりも分解しやすく不安定である。これは硝酸アミロース(amylose nitrate)と比較して硝酸アミロペクチン (amylopectin nitrate)が不安定な構造であるためだと考えられている。このため、溶剤に溶かして揮発させてできるフィルムはもろい。
でんぷんを混酸で硝化させて合成できるが、生成した硝酸でんぷんは、細かい粒子状をとるために酸から分離するのが難しく、精製は困難である。また、窒素含有量は通常 13.0–13.3% が最大である。
アメリカでは過去に炸薬や爆薬として用いていた事があり、第一次世界大戦時には手榴弾に使用されていた。なお、日本では自衛隊等で炸薬や爆薬として制式使用されたことはない。
「郵便法に基づく郵便禁制品及び差出禁止品」のうちの「爆発物」に指定されており、硝酸でんぷんを郵便物として発送することは禁止されている。